# Exchange Tower
Der Exchange Tower ist ein 36-stöckiger Wolkenkratzer im Financial District von Toronto, Ontario, Kanada. Das Gebäude erreicht eine Höhe von 146 Metern und wurde 1981 fertiggestellt. Das Gebäude dient vorwiegend als Hauptsitz der größten kanadischen Börse, der Toronto Stock Exchange (TSX).
Das Gebäude befindet sich an der Kreuzung der King und York Street. Neben der TSX haben noch weitere Finanzdienstleister, Rechtsanwaltskanzleien, Industrie- und Handelskammern ihre Büros in dem Gebäude. Des Weiteren hat auch die Richard Ivey School of Business in dem Gebäude Mietflächen angemietet.